# ملاخلیل گوره مری
ملاخلیل گوره مری یا ملاخلیل منگور (۱۲۵۹–۱۳۳۴ هجری شمسی میرآباد سردشت) روحانی ایل منگور و رهبر قیام ملاخلیل در اوایل حکومت رضاشاه در جنوب آذربایجان غربی بود.

###### ملاخلیل گوره مری در سال ۱۲۵۹ در روستای گوره مرشهرستان سردشتدر یک خانواده مذهبی متولد شد.[۲]در سال ۱۳۰۷ شمسی، رضاشاه دستور کشف حجاب ولباس متحدالشکلوکلاه لبه دارفرنگی را صادر کرد که این اقدام موجب واکنش‌های زیادی در جامعه سنتی آن زمان ایران شد. در این میان ایل منگور ضمن حرام شمردن این سیاست و اعلام جهاد، رهبری یک قیام را علیه رضا شاه برعهده گرفت. این قیام که هزاران تن در مدتی کوتاه آن را همراهی کردند از سوی حکومت مرکزی سرکوب شد.[۳]
ملاخلیل منگور (1334) پیشوای مذهبی منطقه ساوجبلاغ مُکری و به ویژه ایل منگور ضمن حرام شمردن این سیاست و اعلام جهاد، رهبری یک قیام را علیه رضا شاه برعهده گرفت.  این پژوهش با روش وصفی تحلیلی و با واکاوی منابع دست اول این دوره، در پاسخ به پرسش درباره محور قیام ملاخلیل و جهت گیری قیام او بر پایه مؤلفه هایی چون منافع ملی و امنیت ملی به این نتیجه رسیده است که انگیزه، جهت گیری و کارکرد قیام ملاخلیل در مسیر حفظ اسلام و آداب و رسوم و پوشش کُردی بوده است و وی هیچ گاه ادعای استقلال نداشته است. قیام ملا خلیل گوره مری قیامی کاملا دینی و اسلامی بوده و قیام این فرد بزرگوار همیشه در تاریخ ایران و کوردی باقی می ماند